# Jesmond Dene
Jesmond Dene es un área no incorporada ubicada en el condado de San Diego en el estado estadounidense de California. La localidad se encuentra justo al este de la Interestatal 15 al norte de Escondido.

## Geografía
Jesmond Dene se encuentra ubicada en las coordenadas 33°10′N 117°6′O / 33.167, -117.100.